# تشی مالایا
تشی مالایا (نام علمی: Hystrix brachyura) نام یک گونه از سرده تشی است.